# Squared Circle Wrestling
La Squared Circle Wrestling è una federazione di wrestling statunitense, con base a Syracuse, presso New York. La federazione è attiva dal 2006 ed ha due titoli di sua appartenenza, l'Heavyweight Title e il Tag Team Title. Organizza tre eventi all'anno di una certa importanza: Living on the Edge, 2CWAthon e Unfinished Business.

## Titoli
| Titolo                       | Campione                                  | Campione precedente                      | Data             | Luogo      |
| ---------------------------- | ----------------------------------------- | ---------------------------------------- | ---------------- | ---------- |
| 2CW Heavyweight Championship | Kevin Steen                               | Vacante                                  | 23 giugno 2012   | Binghamton |
| 2CW Tag Team Championship    | First Class Kevin Graham & Mike Van Slyke | Super Smash Bros Player Uno & Player Dos | 15 febbraio 2013 | Oswego     |